# Bromeilles
Bromeilles este o comună în departamentul Loiret din centrul Franței. În 1 ianuarie 2022 avea o populație de 321 de locuitori.